# Sainte-Marguerite-sur-Mer
Sainte-Marguerite-sur-Mer és un municipi francès situat al departament del Sena Marítim i a la regió de Normandia. L'any 2007 tenia 499 habitants.

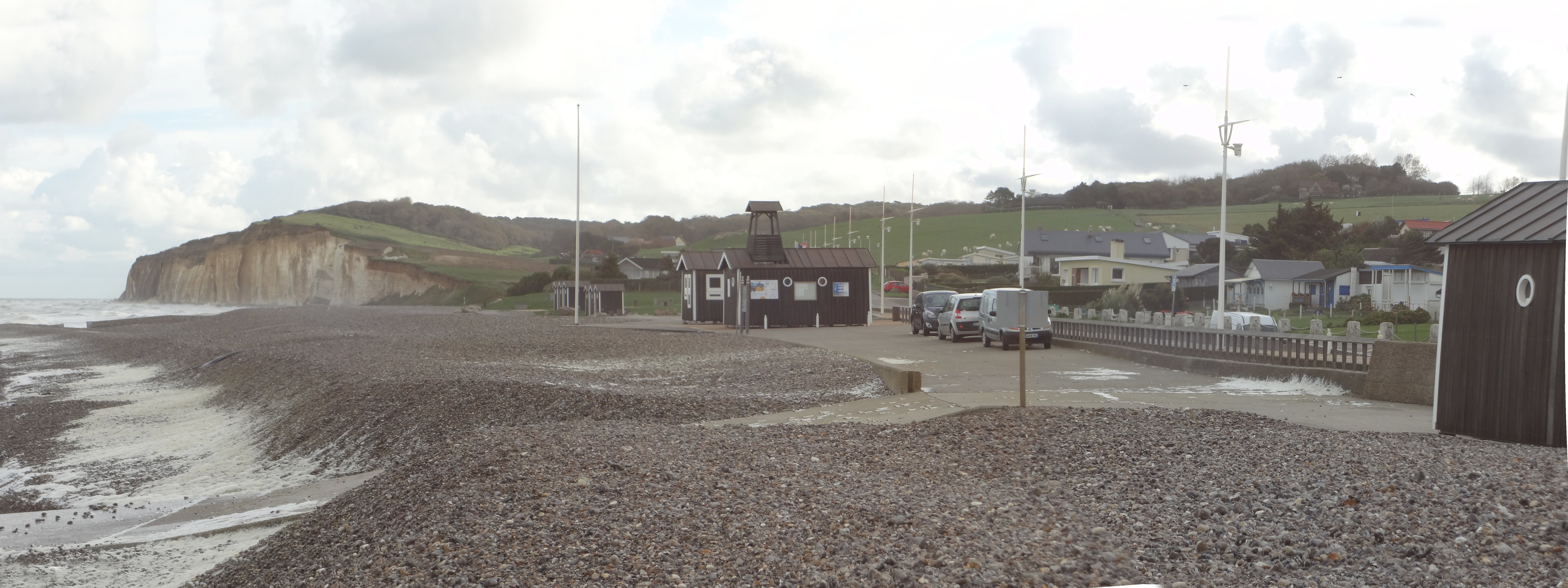

## Demografia

### Població
El 2007 la població de fet de Sainte-Marguerite-sur-Mer era de 499 persones. Hi havia 197 famílies de les quals 51 eren unipersonals (24 homes vivint sols i 27 dones vivint soles), 71 parelles sense fills, 71 parelles amb fills i 4 famílies monoparentals amb fills.
La població ha evolucionat segons el següent gràfic:
Habitants censats

### Habitatges
El 2007 hi havia 397 habitatges, 199 eren l'habitatge principal de la família, 197 eren segones residències i 1 estava desocupat. 394 eren cases i 2 eren apartaments. Dels 199 habitatges principals, 170 estaven ocupats pels seus propietaris, 21 estaven llogats i ocupats pels llogaters i 9 estaven cedits a títol gratuït; 1 tenia una cambra, 8 en tenien dues, 31 en tenien tres, 58 en tenien quatre i 101 en tenien cinc o més. 181 habitatges disposaven pel capbaix d'una plaça de pàrquing. A 98 habitatges hi havia un automòbil i a 88 n'hi havia dos o més.

### Piràmide de població
La piràmide de població per edats i sexe el 2009 era:
| Homes | Edats   | Dones |
| ----- | ------- | ----- |
| 0     | 95 o +  | 0     |
| 0     | 90 a 94 | 0     |
| 8     | 85 a 89 | 0     |
| 4     | 80 a 84 | 4     |
| 8     | 75 a 79 | 8     |
| 12    | 70 a 74 | 12    |
| 20    | 65 a 69 | 28    |
| 4     | 60 a 64 | 4     |
| 8     | 55 a 59 | 20    |
| 20    | 50 a 54 | 16    |
| 20    | 45 a 49 | 32    |
| 16    | 40 a 44 | 28    |
| 16    | 35 a 39 | 16    |
| 16    | 30 a 34 | 12    |
| 8     | 25 a 29 | 16    |
| 12    | 20 a 24 | 4     |
| 16    | 15 a 19 | 12    |
| 16    | 10 a 14 | 12    |
| 4     | 5 a 9   | 16    |
| 8     | 0 a 4   | 8     |

## Economia
El 2007 la població en edat de treballar era de 338 persones, 222 eren actives i 116 eren inactives. De les 222 persones actives 201 estaven ocupades (105 homes i 96 dones) i 21 estaven aturades (9 homes i 12 dones). De les 116 persones inactives 47 estaven jubilades, 28 estaven estudiant i 41 estaven classificades com a «altres inactius».

### Ingressos
El 2009 a Sainte-Marguerite-sur-Mer hi havia 198 unitats fiscals que integraven 467 persones, la mediana anual d'ingressos fiscals per persona era de 21.901 €.

### Activitats econòmiques
Dels 14 establiments que hi havia el 2007, 5 eren d'empreses de construcció, 4 d'empreses d'hostatgeria i restauració, 1 d'una empresa d'informació i comunicació, 2 d'empreses de serveis i 2 d'entitats de l'administració pública.
Dels 6 establiments de servei als particulars que hi havia el 2009, 1 era un paleta, 1 guixaire pintor, 1 lampisteria, 1 electricista i 2 restaurants.
L'any 2000 a Sainte-Marguerite-sur-Mer hi havia 5 explotacions agrícoles.

## Equipaments sanitaris i escolars
El 2009 hi havia 1 escola maternal integrada dins d'un grup escolar amb les comunes properes formant una escola dispersa i 1 escola elemental integrada dins d'un grup escolar amb les comunes properes formant una escola dispersa.

## Poblacions més properes
El següent diagrama mostra les poblacions més properes.